# 丹·尼格羅
丹尼尔·伦纳德·尼格罗（英語：Daniel Leonard Nigro；/ˈnaɪɡroʊ/，NY-groh，1982年5月14日—）是一名美国音乐人、词曲作家、乐器演奏家和唱片制作人。他是独立摇滚乐队As Tall as Lions的前主唱和吉他手。尼格罗曾为史蓋·芙蕾拉、凯莉·米洛、卡罗琳·波拉切克、奧莉維亞·羅德里戈、查普尔·罗恩和康納·格雷创作与制作歌曲。2021年，他因参与专辑《SOUR》的制作获得了格莱美奖最佳流行演唱专辑。尼格罗曾被评为2024年美国作曲家、作家和发行商协会流行音乐奖年度词曲作家。